# Jacobo Timerman: Prisionero sin nombre, celda sin número
Jacobo Timerman: Prisionero sin nombre, celda sin número (Jacobo Timerman: Prisoner Without a Name, Cell Without a Number) es una película dramática estadounidense de 1983 hecha para televisión escrita, dirigida y producida por Linda Yellen. Está basado en el libro autobiográfico de 1981 de Jacobo Timerman Prisionero sin nombre, celda sin número. Se emitió originalmente el 22 de mayo de 1983 en NBC.

## Reparto
- Roy Scheider como Jacobo Timerman.
- Liv Ullmann como  Mrs. Timerman.
- Sam Robards como  Daniel Timerman.
- Zach Galligan  como Hector Timerman.
- Trini Alvarado  como Lisa Castello.
- Terry O'Quinn como Colonel Thomas Rhodes.
- Christopher Murney   como Colonel Rossi.
- Michael Pearlman   como Javier Timerman.
- Lee Wilkof como  Eduardo Sachon.
- Joanna Merlin